# Bombus schrencki
Bombus schrencki är en biart som beskrevs av Morawitz 1881. Den ingår i släktet humlor och familjen långtungebin. Inga underarter finns listade.

## Beskrivning
Mellankroppen har klart brunorange päls som ljusnar mot sidorna och buken. Bakkroppen är randad i omväxlande kraftigt håriga och gleshåriga partier; i de senare skiner den svarta kroppsytan igenom, vilket ger humlan ett randigt utseende. På tergit 3 till 5 har arten dessutom svarta hår.

## Ekologi
Arten förekommer både i skogar, skogsbryn skogsgläntor, betesmarker, uppodlade områden och även samhällen Den besöker blommande växter som ärtväxter, orkidéer och kransblommiga växter.

## Utbredning
Utbredningsområdet sträcker sig från sjön Wigry i Podlasiens vojvodskap i nordöstra Polen via Finland, Estland, europeiska Ryssland och Sibirien till Stilla havskusten, Kamtjatka, Japan, Sachalin, Kurilerna och norra Kina. Arten påträffades första gången i Finland 2000, och den har därefter fortsatt expandera i landet. Numera (i samband med genomgången 2019) är den klassificerad som livskraftig. Den har framför allt observerats i den södra delen av landet, upp i höjd med Norra Österbotten.